# Maja Jošida
Maja Jošida (japonsko 吉田 麻也), japonski nogometaš, 24. avgust 1988, Nagasaki, Japonska.
Za japonsko reprezentanco je odigral 126 uradnih tekem in dosegel 12 golov.